# محطة قطار مستغانم
محطة مستغانم هي محطة قطار جزائرية تقع في إقليم بلدية مستغانم ، بولاية مستغانم .

## الموقع في السكة الحديدية
تقع في وسط مدينة بلدية مستغانم، وهي المحطة الأخيرة لخط المحمدية – مستغانم [الفرنسية]. تسبقها محطة مزغران.

## تاريخ
تقع المحطة على ارتفاع 118,800 متر ، وقد شُغلت في عام 1908 أثناء افتتاح القسم من مستغانم إلى غليزان من الخط القديم من لا ماكتا إلى ترومليت حيث كانت تقع عند النقطة الكيلومترية (PK) 29,600.

## خدمة الركاب
تخدم المحطة قطارات إقليمية على خط المحمدية - مستغانم .